# Fuerza de Defensa Cibernética de Noruega
La Fuerza Noruega de Defensa Cibernética (en noruego Cyberforsvaret) es la rama de las Fuerzas Armadas de Noruega dedicada a las comunicaciones militares y la defensa en el dominio cibernético. Su nombre oficial en noruego, “Cyberforsvaret”, se traduce literalmente como “Ciberdefensa”.
A menudo en español se le cita como “Fuerza de Defensa Cibernética de Noruega”. El Cyberforsvaret tiene su sede principal en el Campamento Jørstadmoen (lugar específico) cerca de Lillehammer (con una base secundaria en Kolsås, cerca de Oslo).

Emblema o Escudo de Armas de la Ciberdefensa Noruega

## Historia y evolución
El Cyberforsvaret se creó oficialmente el 18 de septiembre de 2011. Anteriormente existía como la Infraestructura de Información de Defensa (Forsvarets informasjonsinfrastruktur, DII), pero en el plan a largo plazo de defensa se decidió transformar esa unidad en un servicio independiente que reconociera el ciberespacio como dominio de operaciones.
El ministro de Defensa de entonces, Espen Barth Eide, anunció su creación resaltando que “el ciberespacio debe considerarse un área operacional y de amenaza al igual que los dominios tradicionales de tierra, mar y aire. Desde entonces Cyberforsvaret ha ido ampliando sus recursos y responsabilidades. En 2022 se estableció una nueva División de Digitalización dentro del Cyberforsvaret para impulsar la innovación y modernización de las TIC militares.

## Funciones y tareas principales
El Cyberforsvaret tiene un papel central en la defensa nacional de Noruega, especializado en el ámbito digital. Sus tareas incluyen:
- Provisión de infraestructura TIC: suministra servicios de tecnologías de la información y comunicación (TIC) a todas las unidades de las Fuerzas Armadas en Noruega y en el exterior, incluidos sistemas de mando y control.[6]

- Operación de redes nacionales: opera y mantiene la red de comunicaciones militar de ámbito nacional, garantizando conectividad a unidades, bases e instalaciones en todo el país.[6]

- Protección cibernética y respuesta a amenazas: defiende los sistemas de información militares frente a ataques digitales. Esto incluye detectar, analizar y responder a incidentes de ciberseguridad.

- El Centro de Ciberseguridad (Cybersikkerhetssenteret, CSS): se dedica a los recursos a la detección y análisis de amenazas digitales, y dirige operaciones defensivas para proteger las operaciones militares de interferencias o sabotajes cibernéticos.[6]   Trabaja en estrecha colaboración con la Autoridad Nacional de Seguridad noruega (NSM) para prevenir y combatir ciberataques contra infraestructuras del Estado.[4]

- Producción de expertos y formación: forma y entrena al personal en habilidades cibernéticas especializadas. El Cyberforsvaret dispone de programas de formación para técnicos informáticos militares (“cybertecnikers”) y operadores cibernéticos, además de servir como agente de modernización tecnológica dentro del Ministerio de Defensa.[7]

- Impulso a la digitalización militar: actúa como motor de innovación digital en las Fuerzas Armadas, proponiendo soluciones nuevas y liderando la implementación de tecnologías avanzadas (por ejemplo, sistemas de mando digital, ciberseguridad integrada)[8]

- Cooperación internacional: participa en alianzas y ejercicios multinacionales. Como miembro de la OTAN, Noruega se integró en 2017 al Centro de Excelencia de Ciberdefensa de la OTAN en Tallin (CCDCOE), compartiendo inteligencia y formación con 20 países aliados.[9]

Asimismo, la Cyberforsvaret contribuye con personal a misiones en el extranjero y realiza maniobras conjuntas con fuerzas aliadas para reforzar la defensa colectiva en el ciberespacio.
Estas funciones sitúan al Cyberforsvaret como garante del “espacio de maniobra” digital de las Fuerzas Armadas noruegas, asegurando la continuidad de las operaciones ante amenazas electrónicas.

## Estructura organizativa
La unidad se organiza en seis principales subunidades (más el Estado Mayor de su jefe y el centro de operaciones), cada una con responsabilidades específicas:
- CIS-Regimiento del Cyberforsvaret (CCR) – Encargado del soporte de comunicaciones e infraestructura. Opera y mantiene la red de comunicaciones nacionales del Ejército, la Armada y la Fuerza Aérea, incluyendo estaciones de radio, centros de redes y enlaces tácticos. Su sede principal está en Kolsås y despliega personal en decenas de ubicaciones a lo largo del país.[12]

- Servicios TIC del Cyberforsvaret (CIKT) – Gestiona el funcionamiento centralizado de los sistemas informáticos militares. Administra centros de datos, aplicaciones militares y canales de mensajería segura. Asegura la estabilidad de los servicios ICT militares y desarrolla nuevas capacidades de software bajo demanda.[12]

- Centro de Ciberseguridad (CSS) – Dedicado a la defensa activa frente a ciberataques. Su misión es detectar y analizar amenazas digitales contra las operaciones castrenses y los sistemas de comunicación militar. En operaciones importantes apoya al Alto Mando con medidas de protección (“force protection”) para evitar que ataques lógicos perturben las actividades militares.[12]

- División de Digitalización (CDA) – Establecida en 2022, asesora e impulsa la transformación digital de todo el sector defensa. Trabaja en colaboración con usuarios y tecnólogos para desarrollar sistemas digitales innovadores de manera ágil, y mantiene herramientas internas de gestión administrativa de la Defensa.[12]

- Servicios de Base y Alarmas – Gestiona las bases militares donde Cyberforsvaret es coordinador (Jørstadmoen, Kolsås, Eggemoen), brindando apoyo logístico y operativo. También administra las alarmas centrales relacionadas con arsenales militares (p.ej. acopios de munición o materiales especiales).[12]

- Escuela de Armas del Cyberforsvaret (våpenskole) – Fomenta el desarrollo doctrinal y la enseñanza técnica en ciberdefensa. Se encarga de la formación avanzada de personal, el desarrollo de tácticas/dictámenes para operaciones cibernéticas, y la asesoría en adquisiciones de sistemas digitales. Organiza cursos especializados para todo el Ejército y la Defensa civil relacionada.[12]

Estas unidades colaboran de manera coordinada bajo el mando del jefe del Cyberforsvaret.

## Sede principal
La sede central del Cyberforsvaret está ubicada en el Campamento Jørstadmoen, cerca de la ciudad de Lillehammer. Desde allí se dirige la gestión estratégica y administrativa de la unidad. Además, existe una base importante en Kolsås (cercana a Oslo), desde donde se coordina buena parte del Regimiento. Estas instalaciones incluyen centros de operaciones, laboratorios de ciberseguridad y equipos de formación.

## Emblema
El emblema oficial de Cyberforsvaret —conocido en noruego como “Cyberforsvaret våpen”— es un escudo de color púrpura coronado en oro, con cadenas blancas entrelazadas que forman una cruz central.
Este diseño heráldico, oficializado en 2022, simboliza la unión de las defensas (cadenas entrelazadas) y la autoridad real (la corona) en el ámbito digital. 

## Comandantes y Mandos Principales
La Cyberforsvaret depende de la autoridad suprema de las Fuerzas Armadas noruegas. A nivel nacional, el Comandante en Jefe formal es el Rey de Noruega Harald V (monarca y jefe constitucional), pero el Jefe de Defensa (Forsvarssjef) ejerce el mando militar efectivo. Desde agosto de 2020 el Forsvarssjef es el General Eirik Kristoffersen.
El mando directo del Cyberforsvaret recae en el jefe de Cyberforsvaret (Sjef Cyberforsvaret). Desde junio de 2022 ese puesto lo ocupa el General de Brigada Halvor Johansen Johansen, nacido alrededor de 1970, fue ascendido a general de división en 2025 en reconocimiento a la creciente importancia de la ciberdefensa.
Posee formación avanzada (tiene un máster en estudios militares por la Academia de Defensa de Noruega y formación del Colegio de Defensa de la OTAN).   Entre sus destinos anteriores destacan comandar el batallón de comunicaciones del Ejército, liderar la sección de planes y desarrollo de las Fuerzas Especiales, y dirigir el Regimiento CIS del Cyberforsvaret.
También ejerció en misiones internacionales como jefe de un equipo de asesoría policial en la Fuerza Internacional de Seguridad en Afganistán.
Bajo Johansen hay varios oficiales clave al frente de las subunidades descritas. Por ejemplo, el Regimiento CIS y el Centro de Ciberseguridad tienen sus propios jefes de unidad especializados. En conjunto, la estructura de mando está integrada en el Alto Mando noruego, coordinándose con los otros servicios (Ejército, Armada, etc.) y con organismos civiles de seguridad. En la cima de la cadena de mando, el ministro de Defensa (actualmente Bjørn Arild Gram) es la autoridad política responsable del sector militar, mientras el Jefe de Defensa (Kristoffersen) y el Jefe del Cyberforsvaret (Johansen) son las máximas autoridades operativas dentro de la ciberdefensa noruega.